# ハゴロモモ
ハゴロモモ（学名: Cabomba caroliniana）は、スイレン目ハゴロモモ科に属するアメリカ大陸原産の多年生水草の1種である。フサジュンサイともよばれる。アクアリウムでの観賞用として栽培されることが多く、金魚藻と総称される水草の1つであり、またカボンバやグリーンカボンバなどの名称でも流通している。葉はおもに水中にあり（沈水葉）、細かく分岐して扇状（図1）。花期になると小さな浮水葉を生じ、その葉腋から花柄を伸ばして水上に白い花をつける（図1a）。日本では観賞用のものが逸出して1950年頃には野生化し、2020年時点では本州から九州の池沼や水路に広く帰化している。日本では、外来生物法における生態系被害防止外来種に指定されている。
ハゴロモモ（羽衣藻）の名はその葉の姿に由来し、1929年に初めて日本に本種を導入した小石川植物園の松崎直枝によって命名された。その後、浮葉の形がジュンサイに似ることから、正宗厳敬によってフサジュンサイ（房蓴菜）の名が提唱された。

## 特徴
ハゴロモモは多年生の沈水植物である。地下茎はあまり発達せず、水中茎は根元で多数分枝して株状になり、上部ではあまり分枝しない。茎の直径は2–4ミリメートル (mm)、長さはさまざまであるが、10メートル (m) に達することもある。粘液質を分泌し、水中にある植物体はいくらか粘液質をまとっている。沈水葉は対生し、葉柄は長さ 5–20 mm ほど（下図2a, b）。葉身は基部で5–7裂してさらにそれぞれが1–3回二叉分岐し、細長い裂片が扇状に広がり、基部から先端まで長さ1–3.5センチメートル (cm)（下図2a, b）。各裂片の先端はやや鈍頭、顕微鏡で見ると鋸歯がある。芽生えて最初の葉は無分岐で線状であり、その後も分岐が少ない葉を数枚つける。植物体はふつう緑色からオリーブ色であるが、赤褐色になることもある（特に強光下）（下図2c）。花期には、小さな浮水葉をつける。浮水葉は互生し、葉身は狭楕円形から矢じり形、長さ 0.8–1.8 cm、楯状であり葉柄は葉身の裏面中央付近につく（上図1a, 下図2a）。
日本では花期は7–10月、浮水葉の葉腋から生じた花茎の先端に花を1個つけ、水上で直径 6–15 mm ほどの花が開花する（上図2a, 下図3）。花被片は白色（または黄色、紫色）で基部が黄色を帯び、3枚ずつ2輪にならぶ（下図3b）。内花被片の基部には1対の蜜腺がある。雄蕊（雄しべ）はふつう6個、ときに3個（内花被片と対生）。雌蕊（雌しべ）は3個（まれに2個、4個など）（上図2a）。果実は非裂開果であり、長さ4-7 mm。種子は楕円形で 1.5–3 × 1–1.5 mm、表面に多数のいぼ状突起がある。染色体数は 2n = 39, 78, 104 であり、基本数は x = 13 であると考えられている。

## 分布・生態

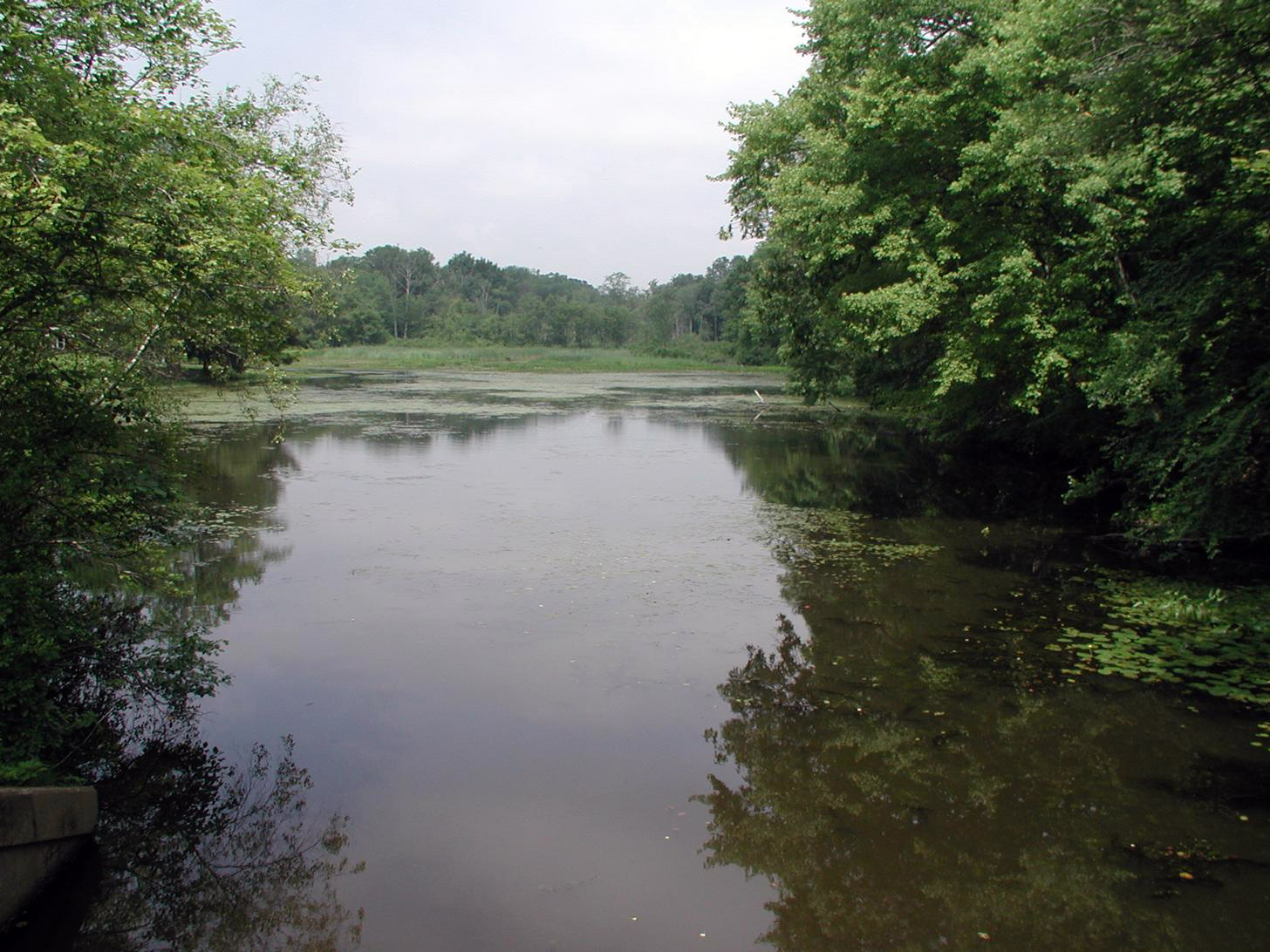
4. ハゴロモモの生育環境（アメリカ合衆国）

ハゴロモモの本来の分布域は北米南東部や南米南部であるが、北米西部、日本など東アジア、東南アジア、インド、オーストラリア、ヨーロッパなど世界各地に広く帰化している。北米やアジアでは養殖され、世界中に輸出されている。
日本では1929年に小石川植物園に観賞用として導入され、1950年には東京近郊で野生化が確認された。その後各地に広がり、1990年代以降には北海道、本州、四国、九州の広い範囲の池沼や河川、水路から報告されている。水質汚濁がやや進んだ水域にも生育し、大群落を形成することがある。
ハゴロモモは常に水中にあることを必要とするが、ふつう水深 3 m 以浅の池沼、緩やかな流れの河川や水路に生育する（図4）。富栄養、低pHの環境でよく成長し、アルカリ性の硬水の環境は好まない。水面が氷結しても生きていられる。基質は細かい泥質を好む。
切り離された水中茎は長期間（6–8週間）生存可能であり、また節から根を生じて栄養繁殖単位となる。常緑性であり冬期にも沈水葉をつけているが、茎頂に葉が密集した越冬芽を形成して水底に沈んでマット状になる。また、栄養を蓄積した芽が切り離されて栄養繁殖単位の殖芽になる。
花は雌性先熟であり、開花1日目は雌しべが受粉可能な雌性期、2日目は雄しべの花糸が伸びて葯が裂開する雄性期になる。虫媒花であり、内花被片の基部にある蜜腺から分泌される蜜が報酬となる。コハナバチやコマユバチ、ゾウムシなども訪花するが、主な送紛者はハエ目の昆虫であると考えられている。自家受粉によって種子を形成することもある。
ハゴロモモを食べる生物としては、Hydrotimetes natans（甲虫目）や Paracles（チョウ目）、テキサスクーター（カメ目）、水鳥などが知られている。

## 人間との関わり
金魚藻（）と総称される水草の1種であり、アクアリウムでの観賞用水草として最も多く利用されている種の1つである。海外から輸入され、また国内でも繁殖されている。
観賞用のものが逸出したことによって、本種は世界中に帰化している（上記参照）。特にオーストラリアでは問題視される帰化植物の1つであり、水利用や人間活動を阻害し、また他の動植物の生育に影響している。そのため、オーストラリアではハゴロモモの売買は法律上禁止されている。また日本では、生態系被害防止外来種の中の重点対策外来種に指定されている。

## 分類
ハゴロモモ属（カボンバ）の他の種と類似している。"イエローカボンバ"（Cabomba aquatica）は沈水葉の裂片がより細く繊細である。"レッドカボンバ"（Cabomba furcata）の植物体は赤味を帯びる。
ハゴロモモの中には、以下の変種が認識されている（下表1）。

| 表1. ハゴロモモの分類 - ハゴロモモ（フサジュンサイ） Cabomba caroliniana A. Gray (1837) - Cabomba caroliniana var. caroliniana 花被片は白色。本種の自生地全域に分布。 - Cabomba caroliniana var. flavida Ørgaard (1991) 花被片は黄色。ブラジル南部、パラグアイ、ウルグアイ、アルゼンチン北東部に分布。 - Cabomba caroliniana var. pulcherrima R.M.Harper (1903) 花被片は紫色。北米東南部（ノースカロライナ州、サウスカロライナ州、ジョージア州、フロリダ州）に分布。 |